# Casamozza
Koordinaten: 42° 31′ N, 9° 26′ O

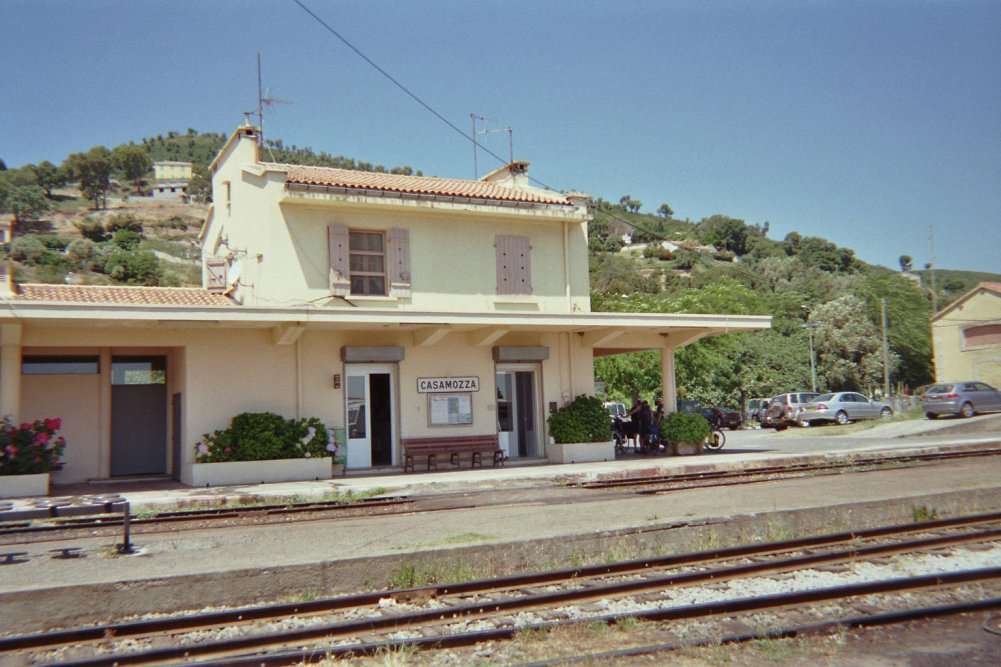
Bahnhof Casamozza

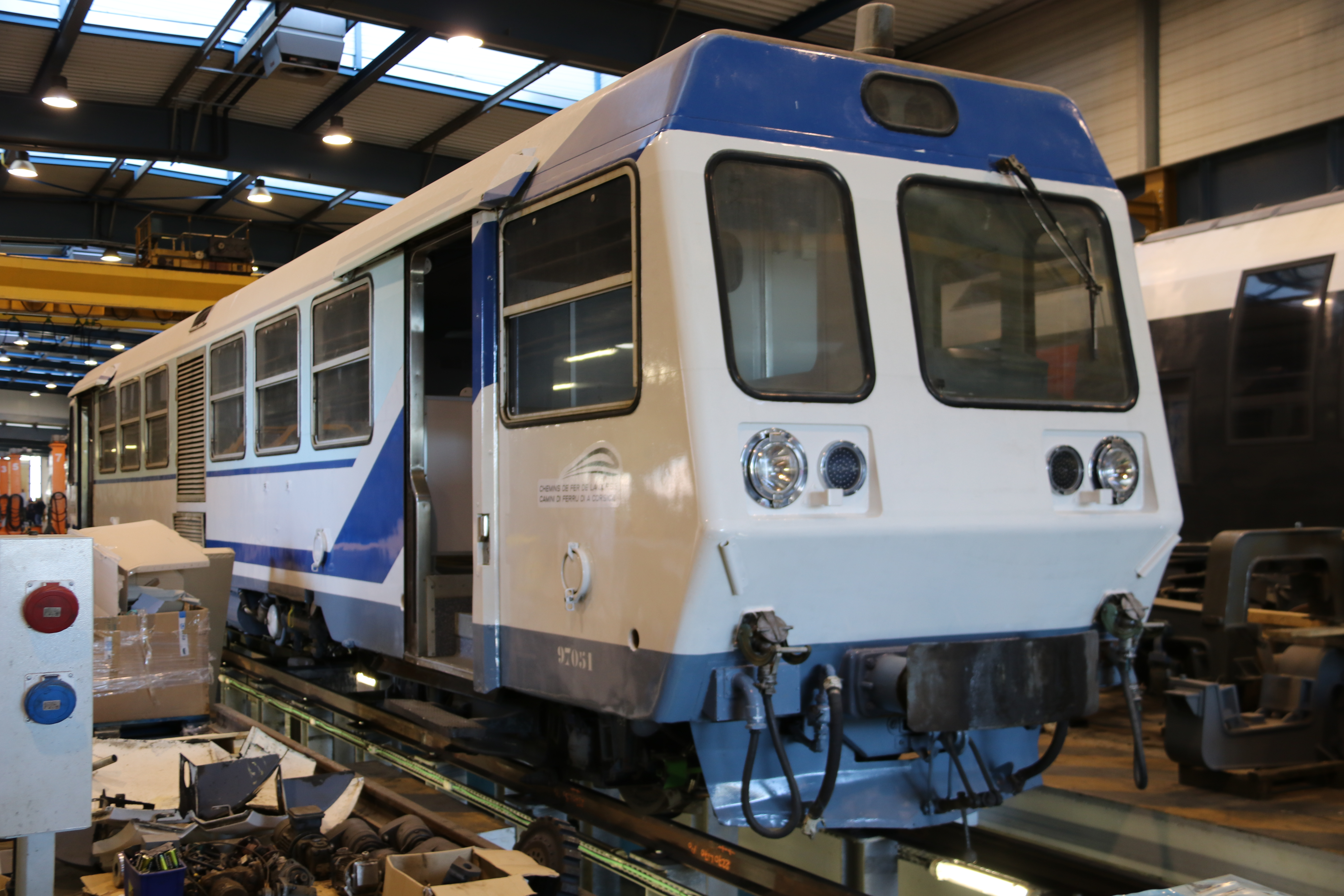
Triebwagen 97051 im Bahnbetriebswerk Casamozza

Casamozza ist ein Ort auf dem Gebiet der französischen Gemeinde Lucciana auf Korsika. 

## Geografische Lage
Casamozza liegt etwa 20 Kilometer südlich von Bastia.
In der Nähe von Casamozza mündet der längste Fluss Korsikas, der Golo, in das Tyrrhenische Meer.

## Verkehr
Der Bahnhof Casamozza liegt an der Bahnstrecke Bastia–Ajaccio, von der in Ponte-Leccia die Bahnstrecke Ponte-Leccia–Calvi abzweigt. Der Bahnhof Casamozza war früher Trennungsbahnhof für die Bahnstrecke Casamozza–Porto-Vecchio, deren letzter Abschnitt 1953 stillgelegt wurde. Nach Bastia, Ajaccio und Calvi bestehen heute durchgehende Zugverbindungen. Außerdem bedienen den Bahnhof die Züge des Vorortverkehrs von Bastia, die bis hierhin verkehren. Im Bahnhof Casamozza befindet sich seit 1978 das zentrale Bahnbetriebswerk der Chemins de fer de la Corse (CFC).